# الدوري الأوروغواياني لكرة القدم 2014–15
الدوري الأوروغواياني لكرة القدم 2014–15 (بالإسبانية: Campeonato Uruguayo de Primera División 2014-15)‏ هو الموسم 111 من  الدوري الأوروغواياني لكرة القدم. أقيم خلال الفترة 16 أغسطس 2014 وحتى 14 يونيو 2015، وأشرف على تنظيمه اتحاد أوروغواي لكرة القدم، وكان عدد الأندية المشاركة فيه  16، وفاز فيه ناسيونال مونتيفيديو.